# 豊満神社
豊満神社（とよみつじんじゃ）は滋賀県愛荘町にある神社である。

## 概要
愛知川駅から南方に約2キロメートルの場所に位置する。境内にある竹で旗竿にすると戦いに勝つと言われ、「旗神さん」「御旗さん」という呼び名で親しまれている。また、大国主命が祭神であることから縁結びの神として古くから信仰を受け、近年では女性の容姿向上として全国的に珍しい美人祈願が行われている。

## 歴史
創祀された年代は詳しく判明していないが、延長8年（930年）に社殿が改築された旨の棟札が残る。1378年（康暦元年）に鋳造された鐘にある銘文より古来から周辺の地域の氏神であり、皇室からの篤い崇敬を受けていたとされる。神功皇后の軍隊が三韓征伐で境内にある竹で作った軍旗を持参して勝利した伝説があるため、「旗神さま」として源頼朝や豊臣秀次など多くの武将が豊満神社の竹を好んで戦勝の祈願している。江戸時代には井伊氏が厄除の祈願をしたことにより、「厄除の神」としても知られるようになる。1868年（明治元年）に豊満大明神から豊満神社に改称し、1876年（明治9年）に村社、1881年（明治14年）に郷社、1930年（昭和5年）に県社となる。近年では「豊満」という名称から女性のスタイル向上の御利益により、美人祈願の女性が訪れるようになった。

## 祭神
- 大国主命
- 足仲彦命（仲哀天皇）
- 息長足姫命（神功皇后）
- 譽田別命

## 境内
- 四脚門 - 境内の南側には四脚門（しきゃくもん）がある[5]。四脚門とは、本柱の前後に計4本の控柱が立つ門のことである[4]。この門は1902年（明治35年）に重要文化財に指定されている[6]。入母屋造で、太い柱で上部を支えているが、柱から上部の組物と垂木は繊細なつくりで対照的である[5]。屋根は檜皮と杮（こけら）を交互に葺いた鎧葺が用いられている[5]。
- 左甚五郎伝説の格子 - 左甚五郎が作ったといわれる菱形の格子戸が拝殿にあり、かつてはこの格子戸は四脚門に設置されていたとされる[7]。
- 勝運伝説の竹林 - 四脚門から出て参道の左側に現在も残る[7]。

境内社として、摂社の樹下神社・八大龍王社と末社の津島神社がある。

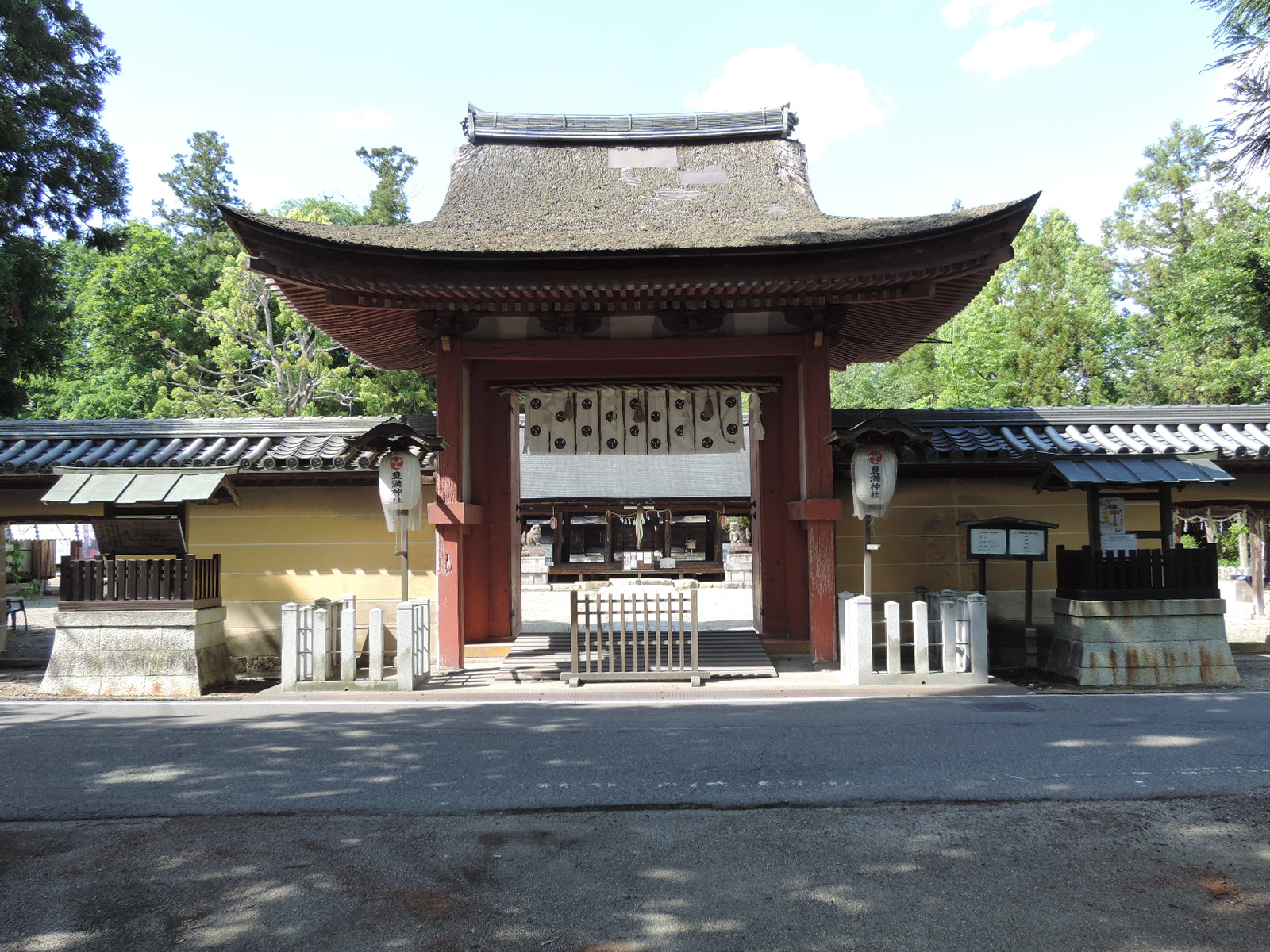
四脚門
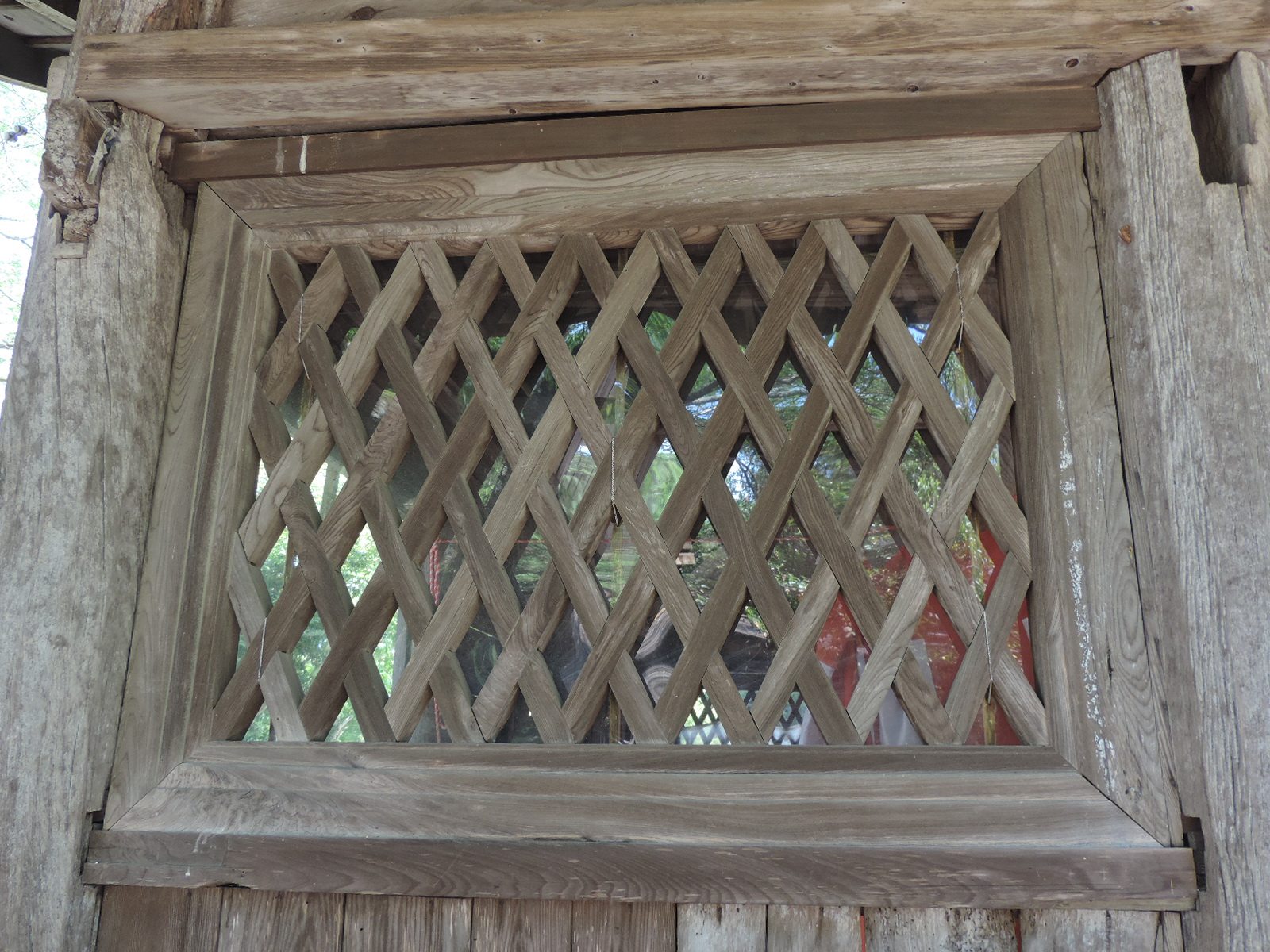
左甚五郎伝説の格子戸
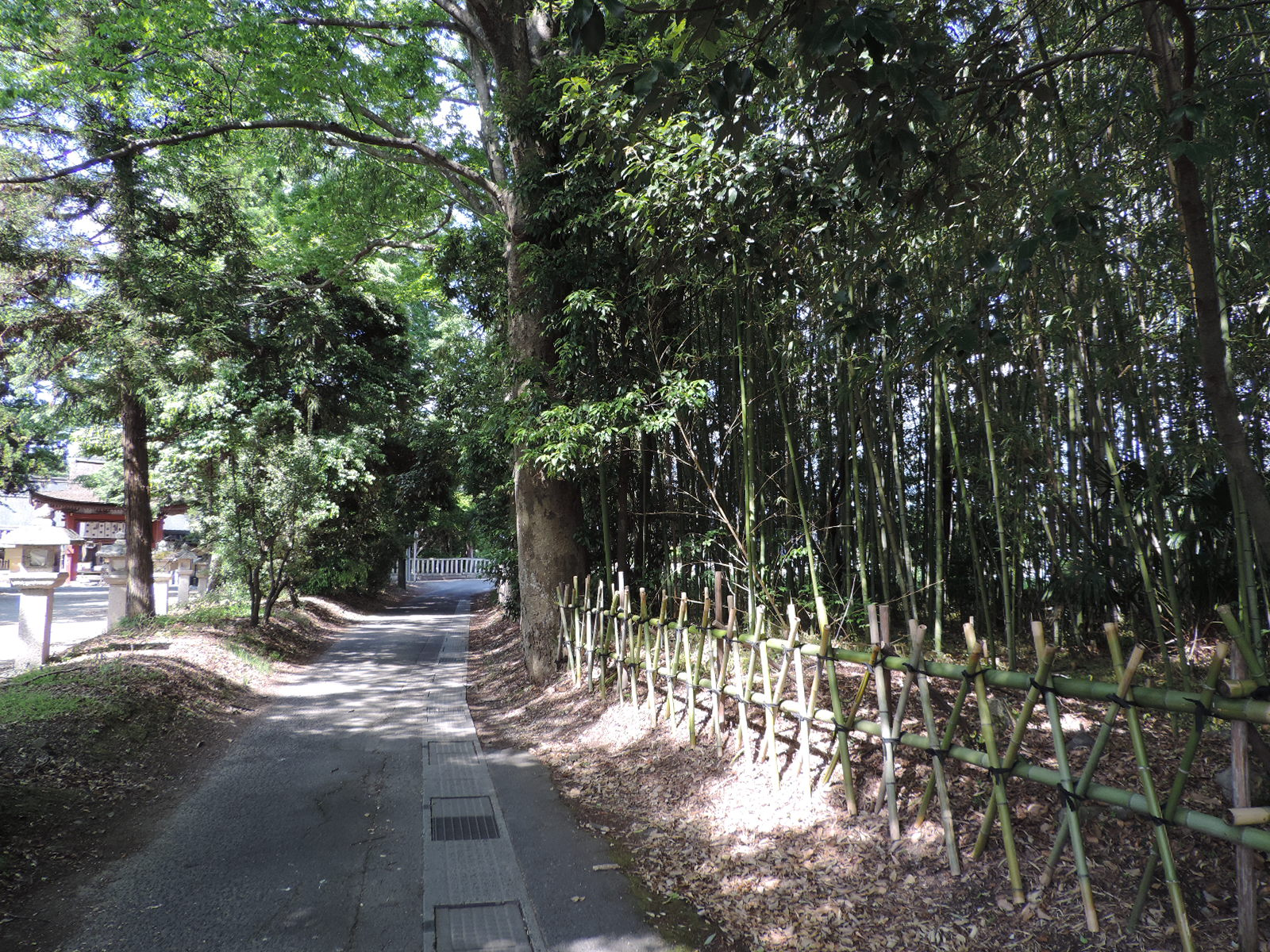
勝運伝説の竹林

## 文化財

### 重要文化財（国指定）
- 四脚門 - 1902年（明治35年）指定。